# Heet zoiets moord?
Heet zoiets moord? is een hoorspel in twee delen van Arnold E. Ott. Eine Art von Mord werd op 3 en 10 maart 1988 door Radio Bremen uitgezonden. Frans van Houtert bewerkte het en de AVRO zond het uit op zondag 8 en 15 april 1990. De regisseur was Hero Muller.

## Delen
- Deel 1 (duur: 28 minuten)
- Deel 2 (duur: 29 minuten)

## Rolbezetting
- Maria Lindes (Willie Mirbach)
- Metta Gramberg (Karin Klein)
- Peter Smits (Paul Klein)
- Michiel Kerbosch (Harry Damsteen)
- Ab Abspoel (commissaris Brouwer)
- Paula Majoor (Anita Hoffmann)
- Paul van Gorcum (de heer Marsman)

## Inhoud
Een anonieme vrouwenstem deelt de politie mee, dat een zekere Olivier Mehrbach doodgeschoten in zijn woning ligt. Commissaris Brouwer, aan wie het geval is toevertrouwd, vindt naast het lijk geen moordwapen en moet er dus van uitgaan, dat de man vermoord is geworden. Bij de zoektocht naar de motieven van de daad stelt men vast, dat de omvangrijke grammofoonplatenverzameling van de dode weg is. Ook de zuster van de dode kreeg, alvorens de politie geïnformeerd werd, een telefoontje van een haar onbekende dame die van de moord af wist. Een verwarringsmanœuvre van de dader of gebeurtenissen in de marge van een moord?